# Línea 552 (Mar del Plata)
La línea 552 es una línea de colectivo perteneciente desde sus orígenes a la empresa Transporte 25 de Mayo S.R.L. Esta línea está identificada con el color rojo

## Recorrido
Haciendo Click Aquí podrán consultarse los recorridos de la Línea 552.

### 552 Casino

#### Ida
Antonio Alice - Av. Della Paolera - Cataluña - Pelayo - Av. Constitución - Ángel Roffo - Strobel - Teodoro Bronzini - Beruti - Malvinas - Chacabuco - Tierra del Fuego - Av. Libertad - Uruguay - 9 de Julio - Av. Juan Héctor Jara - Rivadavia - Marconi - Av. Pedro Luro - Av. Patricio Peralta Ramos - Buenos Aires - Bolívar - Av. Independencia - Av. Jacinto Peralta Ramos - Gutemberg - Talcahuano - García Lorca - Juramento - Av. Vertiz - Av. Edison - Magallanes - Av. De Los Pescadores - Marlin.

#### Vuelta
Mariluz 2 - Av. Dorrego - Av. De Los Pescadores - 12 de Octubre -Av. Edison - Av. Vertiz - Juramento - García Lorca - Talcahuano - William Moris - Av. Antártida Argentina - Av. Jacinto Peralta Ramos - Av. Independencia - Belgrano - Av. Patricio Peralta Ramos - Diagonal Alberti Norte - 25 de Mayo - Av. Independencia - Rivadavia - Deán Funes - Av. Pedro Luro - Av. Juan Héctor Jara - 9 de Julio - Francia - 3 de Febrero - Marconi - Av. Libertad - Teodoro Bronzini - Av. Constitución - Av. Della Paolera.

### 552A

#### Ida
Antonio Alice - Av. Della Paolera - Cataluña - Pelayo - Av. Constitución - Av. Della Paolera - Florisbelo Acosta - Strobel - Teodoro Bronzini - Beruti - Malvinas - Chacabuco - Tierra del Fuego - Av. Libertad - Uruguay - 9 de Julio - Av. Juan Héctor Jara - Rivadavia - Marconi - Av. Pedro Luro - Av. Patricio Peralta Ramos - Buenos Aires - Bolívar - Av. Independencia - Av. Jacinto Peralta Ramos - Gutemberg - Talcahuano - García Lorca - Juramento - Av. Vertiz - Av. Edison - Magallanes - Av. De Los Pescadores - Marlin.

#### Vuelta
Mariluz 2 - Av. Dorrego - Av. De Los Pescadores - 12 de Octubre -Av. Edison - Av. Vertiz - Juramento - García Lorca - Talcahuano - William Moris - Av. Antártida Argentina - Av. Jacinto Peralta Ramos - Av. Independencia - Belgrano - Av. Patricio Peralta Ramos - Diagonal Alberti Norte - 25 de Mayo - Av. Independencia - Rivadavia - Deán Funes - Av. Pedro Luro - Av. Juan Héctor Jara - 9 de Julio - Francia - 3 de Febrero - Marconi - Av. Libertad - Teodoro Bronzini - Strobel - Montes Carballo - Florisbelo Acosta - Av. Della Paolera.